# 広瀬玲奈
広瀬 玲奈（ひろせ れいな、1992年8月23日 - ）は、日本の元タレント、女優である。東京都出身。ジェンコエージェンシーに所属していた。愛称はれいちょる。

## 略歴
- 2010年、第2回グラビアJAPANファイナリスト。
- 2011年、日テレジェニック2011に人気投票1位で選ばれる。
- 2012年5月17日、配信番組「れいちょるのオトサマランチ」で共演しているギターリストsinとロックニット【Bright-on】を結成。
- 2013年1月20日、Bright-onワンマンライブ。
- 2013年8月30日、Bright-on【SEACRET BOX BY OTODAMA】に出演（共演　シシド・カフカ、ザ50回転ズ他）
- 2017年2月1日　サンビイメージガール （「サンビポーカー」（SunVy Poker)）

## 人物
- 趣味は歌、ピアノ、ギター。
  - ギター好きが功を奏し、ギター雑誌【Go!Go!GUITAR】2011年6月号（ヤマハミュージックメディア2011年4月27日発売-）にて連載を開始する。
- 音楽好きである。
- ミニチュアピンシャーという犬種の犬を2匹飼っている[1]。

## 作品

### アルバム
- Bright-onファーストミニアルバム 「Pair」（2013年1月27日、G'sエンターテイメント）

　1.Decide for yourself
　2.カルミア
　3.Pair
　4.For happy ehding
　5.Love Power

### 映像作品
- VHS作品 暴き屋 保険調査裏仕事人（2000年2月21日、GPミュージアム）
- DVD作品 首領への道12（2003年6月25日、GPミュージアム）
- DVD作品 廃墟家の人々（2013年2月4日、ケインメディア）[2]

イメージDVD
- 日テレジェニック2011 広瀬玲奈 れいちょる ROCKオン!（2011年9月21日、バップ）
- Greenレーベル vol.12 太陽の子 れいちょる（2012年1月27日、竹書房）

## 出演

### バラエティ
- 全力坂（2011年3月15日・31日、テレビ朝日）
- アイドルの穴〜日テレジェニックを探せ!〜（2011年4月2日 - 6月18日、日本テレビ）
- 中井正広のブラックバラエティ（2011年8月7日 - 9月4日、日本テレビ）
- 夜遊び三姉妹（2011年8月19日、日本テレビ）
- 音龍門（2011年8月23日・30日、日本テレビ）
- 女神降臨 #40（2012年3月30日、MONDO TV）[3]
- ポーカー テキサス・ホールデム 第3回大会予選（2017年9月14日、MONDO TV）

### テレビドラマ
- 特命戦隊ゴーバスターズ Mission27（2012年8月26日、テレビ朝日） - 工藤ミサキ 役

### CM
- インフォマーシャル　JOYPOLIS アンフェア the answer アトラクション（2011年8月8日 - 12日）

### ラジオ
- ミュージックデリバリーDX（2012年4月7日 - 、レインボータウンFM 第三土曜日 17:00〜）
- 広瀬玲奈のROCK'A BEAT CAFE（2013年1月6日 - 2017年1月8日 全209回、レインボータウンFM 毎週日曜日 17:00〜）

### ネット配信
- ヒミツの関係〜先生は同居人〜（2010年7月1日 - 9月23日、10分×13話、BeeTV） - 生徒 役
- れいちょるのオトサマランチ（2011年9月2日 - 2014年6月29日 全141回 、青山TV 毎週木曜日 12:00〜）
- 友池さんの崖っぷちボワッフ![リンク切れ]（2012年6月、東京インターネット放送局）

### 舞台
- 朝日がのぼる夜（2012年1月8日）ゲスト出演
- 激熱（2017年5月27日 - 6月3日 全6公演） - 主演：はるか 役

## 書籍

### 写真集
- ヒトリジメ（2012年4月14日、撮影：山岸伸）

### 新聞・雑誌
- Go!Go! GUITAR（2011年6月号 - 2012年2月号、ヤマハミュージックメディア） - 講座 LECTURES「広瀬玲奈の作曲ROCK YOU！！」連載
- Go!Go! GUITAR（2012年6月号 - 2013年1月号、ヤマハミュージックメディア） - 講座 LECTURES「広瀬玲奈の速弾きROCK YOU！！」連載
- ディズニーファン（DISNEY FAN）（2011年8月号、2011年11月増刊号、2012年2月号、2012年6月増刊号、2012年8月号、2012年12月号）
- 日刊スポーツ 「宅配プラス１　パチンコ＆パチスロ７７７」（１都６県、長野、山梨の宅配版）（2015年9月10日〜不定期）

### 教則本
- 宇宙一やさしいエレキ・ギターはじめました（2013年3月22日、ヤマハミュージックメディア）DVDに講師役で出演
- 宇宙一やさしいアコースティックギターはじめました（2014年1月27日、ヤマハミュージックメディア）DVDに講師役で出演
- 宇宙一やさしいウクレレはじめました（2014年1月27日、ヤマハミュージックメディア）DVDに講師役で出演